# 九州证券
九州证券股份有限公司，简称九州证券，前身是2002年于青海省西宁市成立的天源证券有限公司。2015年4月，天源证券更名九州证券有限公司。在证监会公布的2016年证券公司分类结果中，九州证券被评为BB级。截至2018年12月28日，九鼎集團和其關聯機構仍是九州證券的控股股東，持股89.02%；第二大股東是持股10.98%的中石化集團。
2021年7月24日，中国证券监督管理委员会发布《2021年证券公司分类结果》，其中九州证券被评为BB级，与2020年持平。